# Nadia Ghulam
Nadia Ghulam (Kabul, Afganistan, 4 de juny de 1985) és una escriptora afganesa. Durant deu anys es va fer passar pel seu difunt germà per tal d'evadir les rígides prohibicions del règim talibà contra les dones. Anys més tard, narrà aquesta experiència per mitjà de la novel·la El secret del meu turbant, que escrigué juntament amb Agnès Rotger i que li valgué el Premi Prudenci Bertrana de novel·la 2010.
L'any 1991, durant la guerra civil afganesa, resultà malferida quan la casa de la família Ghulam va ser destruïda per una bomba. Sortí de l'hospital, sis mesos i catorze operacions després, amb cicatrius al rostre, que la van marcar per a la resta de la vida. En aquells moments els talibans havien aconseguit el control del país i, arran de la guerra, la seva família ho havia perdut tot. El seu germà havia mort i el pare es trobava en un estat precari de salut i ni ella ni les seves germanes o la mare podien treballar pel fet de ser dones. En aquest moment, a l'edat d'onze anys, decidí canviar d'identitat i fer-se passar pel seu germà Zelmai per poder treballar i alimentar la seva família.
El 2006, gràcies l'Associació per als Drets Humans a l'Afganistan (ASDHA), arriba a Badalona, ciutat en què viu actualment amb els seus pares adoptius. Es troba implicada en diferents iniciatives per tal d'ajudar el seu país, a més d'aprendre català, informàtica, integració social i matèries que tenen a veure amb  la qualitat del treball de les ONG.
A més d'El secret del meu turbant, ha escrit Contes que em van curar (2014), amb Joan Soler, i La primera estrella del vespre (2016) amb Javier Diéguez.
El març de 2023, va ser una de les personalitats homenatjades per l'Ajuntament de Barcelona en la campanya Ciutat de Dones.